# Kleinia isabellae
Kleinia isabellae là một loài thực vật có hoa trong họ Cúc. Loài này được Dioli & Mesfin mô tả khoa học đầu tiên năm 2001.